# В'єкослав Пребег
В'єкослав Пребег (хорв. Vjekoslav Prebeg; нар. 5 липня 1982, Загреб) — колишній хорватський військовик, а згодом військовослужбовець ЗСУ. Учасник оборони Маріуполя.

## Життєпис

### Життя до 2022 року
Народився 1982 року в столиці тодішньої Соціалістичної Республіки Хорватії Загребі, зростав у столичному районі Кнежія. Його батько воював на війні за незалежність Хорватії. За словами його сестри, він змалку мріяв стати військовиком. В юності намагався вступити до Французького іноземного легіону, та не зміг пройти відбір. Відтак п'ять років служив у хорватському 1-му механізованому батальйоні «Тигри» як професійний військовик. Зрозумівши, що ймовірність його кар'єрного росту або участі в якійсь місії там доволі низька, він звільнився з лав цього підрозділу. Згодом йому випала нагода покинути Хорватію та приєднатися до «морпіхів» в Україні. Переїзду в Україну посприяв той факт, що він закохався в українську дівчину Ірину, яка не хотіла покидати Україну через хвору матір. З цієї причини він вирішив набути українського громадянства, для чого і вступив до лав української армії у 2020 році. 

### Війна
Із початком повномасштабного російського вторгнення Пребег опинився в Маріуполі, де взяв участь в обороні міста. Його дівчина після початку військових дій навколо Миколаєва стала біженкою, втікши разом із двоюрідною сестрою та її дітьми у Францію. 28 лютого 2022 року він оголосив у своєму профілі на Facebook, що вийде з соціальних мереж, щоб уникнути виявлення ворогом. Коли російські та сепаратистські війська взяли Маріуполь в оточення, він і група його товаришів по службі спробували дістатися підконтрольної Україні території через територію, яку вже контролювала Росія. За його словами, в ніч проти 12 квітня вони «вийшли з Маріуполя і 260 кілометрів ішли, ховаючись у намаганні уникнути будь-яких контактів; пробиралися тільки вночі». Їхній план ексфільтрації провалився, коли його група наткнулася на російських мінометників і вирішила здатися. 

### Полон
Як розповідав після звільнення Пребег, під час допиту його вдарили в ніс, який відразу зламали. На кожну відповідь давали три секунди і знову били, якщо не встиг відповісти. Удари сипалися в лице, в голову і по всьому тілу. Пізніше його перевезли до табору військовополонених у Донецьку, де знущання продовжилися.
Пребег потрапив у полон ДНР, де його показово судили разом із британцями Джоном Гардінгом, Ендрю Гіллом, Діланом Гілі та шведом Матіасом Густавссоном, звинувативши їх у тому, що вони «іноземні найманці». Розпочатий 15 серпня 2022 року сепаратистський суд у Донецьку висунув проти Пребега звинувачення у проходженні підготовки до терористичної діяльності, участі в конфлікті як найманця, насильницькому захопленні влади та підриві конституційного ладу. У суді Пребег своєї провини не визнав. Він нібито заявив, що його обов'язки на полі бою зводилися до спостереження за позиціями противника, а у збройних сутичках проти російських військ він участі не брав. Через кілька днів у соцмережі Telegram опублікували відео, в якому він розповідав, що одержував від українців зарплату як контрактник.
На початку судового процесу Міністерство закордонних справ Хорватії оприлюднило заяву, в якій говорилося, що вони «відкидають обвинувальний висновок, не вважаючи його обґрунтованим і законним, оскільки він суперечить міжнародному праву та міжнародним конвенціям про поводження з захопленими цивільними особами та військовополоненими». Після взяття Пребега в полон його профіль у Facebook використовували для поширення російської пропаганди та відповідного спаму. Це робили здебільшого серби, які святкували його потрапляння в руки росіян. Сербський журналіст Міодраг Заркович, який відкрито підтримує російську агресію проти України, одержав дозвіл від росіян взяти інтерв'ю у Пребега в полоні. Боснійський портал перевірки фактів Raskrinkavanje.ba писав, що вищезазначені інтерв'ю сербам служили поширенню пропаганди, а кілька регіональних ЗМІ розповсюдили на основі цих інтерв'ю дезінформацію, описуючи Пребега як бійця «Азова», хоча він чітко заявив, що це не так. Пізніше Пребег сказав в інтерв'ю хорватським ЗМІ, що його утримувачі жахливо його били, катували електрикою та імітували страти.

### Визволення
Уряд Республіки Хорватія спільно з МЗС з першого дня самовіддано працював над звільненням Пребега, співпрацюючи у цій справі з українською владою. Прем'єр-міністр Хорватії Андрей Пленкович торкався цього питання в розмові з керівництвом України під час його візиту в Україну у травні 2022 року.
21 вересня 2022 року за посередництвом принца Саудівської Аравії Мухаммеда бен Салмана з російського полону вдалося визволити десять українських бійців-іноземців, до числа яких входили п'ять громадян Великої Британії, двоє громадян Сполучених Штатів Америки, по одному громадянину Марокко і Швеції та громадянин Хорватії В'єкослав Пребег. Того ж дня його разом із дев'ятьма іншими іноземними громадянами, що воювали на боці України, перевезли літаком у Саудівську Аравію. 22 вересня 2022 року Пребег повернувся на батьківщину, після чого хорватські лікарі відразу перевірили його стан здоров'я в клінічній лікарні Дубрава.